# Arnaldo Lucentini
Arnaldo Lucentini (Tolentino, 7 luglio 1930 – Gela, 6 agosto 1981) è stato un allenatore di calcio e calciatore italiano, di ruolo centrocampista.

## Carriera
Ha militato in Serie A con le maglie di Sampdoria, Fiorentina, Triestina e Lazio, totalizzando complessivamente 236 presenze e 35 reti. Ha inoltre totalizzato 16 presenze e 2 reti in Serie B con la maglia del Catanzaro. Conta una presenza in nazionale nel 1951 in amichevole contro la Svizzera. Complessivamente, ha giocato 299 partite da professionista, segnando 38 gol.
Cessata l'attività agonistica, ha intrapreso quella di allenatore, guidando prevalentemente squadre siciliane delle serie minori.
È scomparso nel 1981 all'età di 51 anni cadendo dalle scale nella sua casa di Gela.

## Statistiche

### Cronologia presenze e reti in nazionale
| Cronologia completa delle presenze e delle reti in nazionale ― Italia | Cronologia completa delle presenze e delle reti in nazionale ― Italia | Cronologia completa delle presenze e delle reti in nazionale ― Italia | Cronologia completa delle presenze e delle reti in nazionale ― Italia | Cronologia completa delle presenze e delle reti in nazionale ― Italia | Cronologia completa delle presenze e delle reti in nazionale ― Italia | Cronologia completa delle presenze e delle reti in nazionale ― Italia | Cronologia completa delle presenze e delle reti in nazionale ― Italia |
| Data                                                                  | Città                                                                 | In casa                                                               | Risultato                                                             | Ospiti                                                                | Competizione                                                          | Reti                                                                  | Note                                                                  |
| --------------------------------------------------------------------- | --------------------------------------------------------------------- | --------------------------------------------------------------------- | --------------------------------------------------------------------- | --------------------------------------------------------------------- | --------------------------------------------------------------------- | --------------------------------------------------------------------- | --------------------------------------------------------------------- |
| 25-11-1951                                                            | Lugano                                                                | Svizzera                                                              | 1 – 1                                                                 | Italia                                                                | Amichevole                                                            | -                                                                     |                                                                       |
| Totale                                                                |                                                                       | Presenze                                                              | 1                                                                     |                                                                       | Reti                                                                  | 0                                                                     |                                                                       |

## Palmarès

### Allenatore

#### Competizioni regionali
- Prima Categoria: 1

Sciacca: 1978-1979 (girone D)